# Національний план скорочення викидів від великих спалювальних установок (НПСВ)
Національний план щодо скорочення викидів від великих спалювальних установок (НПСВ) - затверджено 8 листопада 2017 року Кабінетом міністрів України.[1] Нацплан, зокрема, визначає наміри України як члена Енергетичного Співтовариства істотно скоротити викиди діоксиду сірки, оксидів азоту і пилу від теплоелектростанцій (ТЕС) і теплоелектроцентралей (ТЕЦ) України, потужність яких становить 50 МВт і більше.

### Завдання заходів щодо впровадження НПСВ
НПСВ передбачає поступове виведення енергоблоків державних та приватних ТЕС і ТЕЦ в ремонти для будівництва очисного обладнання – електрофільтрів, сірко- та азото очисток. Наприклад, встановлення сірко- та азото-очисток — це довготривалий процес, що включає підготовку проектної документації до 2 років, фізичну реалізацію близько 3-5 років і вимагає багатомільйонних інвестицій. На встановлення всіх очисних споруд на всі ТЕС та ТЕЦ згідно НПСВ, по оцінкам Міненерго, потрібно 4,1 млрд евро.

### Заходи, які передбачені в рамках НПСВ
У НПСВ вказано, що енергетичні компанії мають встановити пило-, сірко- та азотоочистки із зазначенням конкретного року введення в експлуатацію такого обладнання на 90 енергоблоках ТЕС і котлів ТЕЦ України. Кожному такому енергоблоку вказано, до якого розміру державні і приватні компанії мають скоротити викиди пилу, сірки і азоту. Окрім того, Нацпланом визначено 135 енергетичних установок, на яких не потрібно проводити реконструкції зі встановлення газоочисного обладнання. Але такі установки, згідно плану, після напрацювання певного часу (20 або 40 тис. годин) повинні бути виведені з експлуатації або виконувати цільові нормативи по викидах. Відлік напрацювання часу почався 1 січня 2018 року.

### Реалізація НПСВ в Україні
НПСВ фактично почав діяти в Україні з 1 січня 2018 року. Однак після ухвалення НПСВ майже нічого не було зроблено, щоб він почав реалізовуватися з 2021 року. Прописавши вимоги, які повинні виконуватися установками (ТЕС та ТЕЦ), законодавством не були передбачені джерела фінансування їх модернізації, що унеможливлює виконання заходів. [1]
Найбільша частка інвестицій, згідно плану,  повинна бути здійснена в 2021-2027 рр. протягом 7 років необхідно вкласти 3,4 млрд євро (близько 82% від загального обсягу). У більшості країн ЄС фінансування скорочення викидів сірки, азоту та пилу відбувалося за підтримки держави. 
У разі невиконання вимог НПСВ енергоблоки мають примусово виводитися з експлуатації. Примусова зупинка блоків ТЕС та ТЕЦ для виконання вимог не актуального НПСВ (який не вказує джерела фінансування екологічних модернізацій), згідно Звіту Укренерго, створить дефіцит генеруючих потужностей в Україні, який перекривається за рахунок імпорту електроенергії з Росії, Білорусі.

### Екологічні зобов'язання України перед ЄС
Міжнародні зобов’язання України зафіксовані в Додатку 2 обмеження на сумарні  річні викиди сірки, азоту та пилу від усіх енергоблоків, про виконання яких Міненерго звітує Секретаріату Енергетичного Співтовариства щорічно.
Відповідно до звітів Міненерго, в 2018 і 2019 роках фактичні викиди - значно нижчі, ніж зазначено в НПСВ.
Наприклад, дозволений викид сірки у 2019 р. - 920 тис. тонн, а фактичний – 453 тис. тонн. дозволений викид оксиду азоту  у 2019 р. - 182 тис. тонн, а фактичний – 93 тис. тонн. Дозволений викид оксиду пилу у 2019 р. - 186 тис. тонн, а фактичний – 101 тис. тонн.

### Графік проведення екологічних реконструкцій на ТЕС та ТЕЦ України
Додаток 3 до НПСВ містить чіткий графік яка ТЕС, який енергоблок, в якому році і яким очисним обладнанням має бути оснащений.
Згідно НПСВ, вже в 2022 році мають бути встановлені фільтри та сіркоочистки на державній Зміівській ТЕС (Центренерго) та на 1 енергоблоці Слов’янської ТЕС (Донбасенерго). У разі невиконання НПСВ держава зобов’язана зупиняти енергоблоків, незважаючи на дефіцит маневрових потужностей в енергосистемі (Звіт Укренерго про відповідність).
1. ↑  Міненерго пропонує переглянути Нацплан зі скорочення викидів — EXPRO Consulting. expro.com.ua (укр.). Процитовано 11 лютого 2021.
2. ↑  Чому важливо виконати Нацплан і як це зробити? | Журнал ECOBUSINESS. ecolog-ua.com (укр.). Процитовано 11 лютого 2021.
3. ↑  Бізнес закликає владу пришвидшити розробку механізмів реалізації Нацплану щодо скорочення викидів. glavcom.ua (укр.). Процитовано 11 лютого 2021.